# Xã Durham Park, Quận Marion, Kansas
Xã Durham Park (tiếng Anh: Durham Park Township) là một xã thuộc quận Marion, tiểu bang Kansas, Hoa Kỳ. Năm 2010, dân số của xã này là 244 người.